# Roberto Corbella
Roberto Corbella, noto anche come Roberto Corbella Peroni (24 aprile 1940), è un fumettista italiano.

## Biografia
Figlio del fumettista Ferdinando Corbella, iniziò a realizzare fumetti nel 1962 disegnando la serie Corsak pubblicata dai fratelli Fabbri per il mercato francese. Per il mercato britannico ha disegnato storie a fumetti di genere bellico ed episodi di Tarzan, Korak, Jai, the Jungle Children. In Italia disegnò numerose storie delle serie Kriminal, Satanik oltre che Gesebel, pubblicate dall'Editoriale Corno e, per la Sergio Bonelli Editore, ha collaborato alla rivista Full.